# Amor a la Mexicana
Amor a la Mexicana je páté studiové album mexické zpěvačky Thalíe, a zaroveň druhé, které vyšlo pod vydavatelskou společností EMI v roce 1997. Díky velké oblíbenosti u evropského publika byla vydána v roce 1998 evropská verze alba nejprve primárně ve Francii, která obsahuje navíc remixy „Amor a la Mexicana“ a „Piel Morena“.
Písnička „Echa pa´lante“ se stala soundtrackem tanečního filmu Dance With Me, kde však zazněla v úplně jiném kontextu.
Thalía v rámci propagace této desky zavítala do různých částí světa, dokonce i do Evropy. Navštívila Venezuelu, Itálii, Francii, Filipíny, Německo, Belgii, Ekvádor, Brazílii, Čínu, Velkou Británii, Finsko, Libanon a USA.
Celosvětově se prodalo 4 500 000 kopií tohoto alba.

## Seznam skladeb

### Por Amoredice (France Edition ofAmor a La Mexicana)
1. Amor a la mexicana [Cuca's Fiesta Edit]
2. Por amor
3. Piel morena [Hitmakers Radio Edit]
4. Noches sin luna
5. Mujer latina (Vengo! Vengo!)
6. Rosas
7. Echa pa'lante
8. Ponle remedio
9. Es tu amor
10. De donde soy
11. Dicen por ahí
12. Amor a la mexicana

Por amor edice vyšla v jiném bookletu a trochu odlišném obalu. V Česku vyšla o rok později.

### Standardní edice
1. Por amor
2. Noches sin luna
3. Mujer Latina
4. Amor a la Mexicana
5. Rosas
6. Echa pa'lante
7. Ponle remedio
8. Es tu amor
9. De dónde soy
10. Dicen por ahí

## Singly
- Amor a la Mexicana (napsal Mario Pupparo, jedna z nejúspěšnějších skladeb. Je směsicí mexické cumbie s hudbou ranchera)
- Por Amor
- Noches Sin Luna
- Mujer Latina
- Es Tu Amor
- De Dónde Soy

### Promo singly
- Dicen Por Ah
- Echa Pa'lante

## Hudební příčky
| Období (2008)       | Max. příčka |
| ------------------- | ----------- |
| Argentina           | 3           |
| Maďarsko            | 4           |
| Španělsko           | 22          |
| US Top Latin Albums | 6           |
| US Latin Pop Albums | 2           |